# Fatwa (pel·lícula)
Fatwa (فتوى) és una pel·lícula dramàtica tunisiana del 2018 dirigida per Mahmoud Ben Mahmoud i coproduïda per Habib Ben Hedi, Jean-Pierre Dardenne i Luc Dardenne. La pel·lícula és protagonitzada per Ahmed Hafiane amb Ghalia Benali, Sarra Hannachi, Jamel Madani i Mohamed Maghlaoui en papers secundaris. La pel·lícula gira al voltant de Brahim Nadhour, un home que torna a Tunis des de França i descobreix que el seu fill Marouane treballava per a un grup islàmic radical abans de la seva mort.
La pel·lícula es va estrenar al Festival de Cinema de Cartago de 2018. Va rebre crítiques diverses de la crítica i es va projectar a molts països àrabs, així com a altres països occidentals. El 2018 al Festival Internacional de Cinema del Caire, la pel·lícula va guanyar dos premis: el premi Horizons del cinema àrab pel Premi Saad Eldin Wahba a la millor pel·lícula i a la millor pel·lícula àrab. El mateix any, la pel·lícula va guanyar dos premis al Festival de Cinema de Cartago: el millor actor en un llargmetratge de ficció i el Tanit d'or al millor llargmetratge narratiu. Aleshores, el 2019, la pel·lícula va ser nominada al Festival de Cinema Àrab de Malmö per al Premi del Jurat a la Millor Llargmetratge.

## Repartiment
- Ahmed Hafiane com a Brahim Nadhour
- Ghalia Benali com a Loubna
- Sarra Hannachi com a Marouane
- Jamel Madani
- Mohamed Maghlaoui